# Theta Cephei
Theta Cephei (Al Kidr, 2 Cephei) é uma estrela na direção da constelação de Cepheus. Possui uma ascensão reta de 20h 29m 34.83s e uma declinação de +62° 59′ 38.9″. Sua magnitude aparente é igual a 4.21. Considerando sua distância de 136 anos-luz em relação à Terra, sua magnitude absoluta é igual a 1.11. Pertence à classe espectral A7III.